# ام‌بی‌سی ۱
ام‌بی‌سی ۱ (به انگلیسی: MBC 1) اولین شبکه گروه MBC است که در ۱۸ سپتامبر ۱۹۹۱ تاسیس شد و به پخش رویدادهای روز جهان عرب و همچنین فیلم و سریال عربی و اخبار می‌پردازد. این شبکه همچنین مسابقاتی همچون عرب آیدل و Arabs got talent را از روی نسخه‌های آمریکایی آن برای عرب زبانان ساخته است. این شبکه به نوعی شبکه اصلی و عمومی این گروه تلقی می‌شود.